# Akademisk domstol
Akademisk domstol är en specialdomstol för personer knutna till ett universitet, som förekommer i samhällen där olika korporationer har jurisdiktion över sina specialområden.

## Akademiska domstolar i Sverige
När Uppsala universitet bildades och genom Uppsala universitets privilegier försäkrades universitetet samma privilegier som universiteten i Paris och i Bologna, vilka hade egna jurisdiktioner som dock inte var så vittgående i deras domsrätt. I nämnda privilegiebrev fastslogs att universitetets rektor "i allehanda saker, kyrkans ingälder och jordaträtor undantagna" skulle ha domsmakt över alla personer som hörde till universitetet. 1595 förnyades privilegierna, men dess ordning fick sin tydliga formulering först under Gustav II Adolf, och vilka vara likalydande för Uppsala och Lunds universitet, samt för Kungliga Akademien i Åbo. De akademiska domstolarna var underrätter, och hade hovrätten och universitetets kansler som överrätter, beroende på typ av mål.
Universitetens jurisdiktion var som mest omfattande från Gustav II Adolf och två hundra år framåt, under vilket universitetet ägde ett omfattande självstyre och oavhängighet gentemot staten. Alla personer som var knutna till universitetet, från professorerna till studenter och tjänstefolk i deras hushåll, omfattades av domsrätten, och dessa personer kunde inte dömas i stadens rådhusrätt för något brott. De brottmål som universitetet kunde döma i gällde alla kriminal- och civilmål, och endast högmålsbrott hänsköts till högre domsinstanser. Straffen som domstolen kunde utfärda innefattade böter, fängelse och relegering.
Rektorn var jurisdiktionens högste ansvarige, och de två konsistorierna som då fanns vid ett universitet, ett större och ett mindre, upptog brottmål som rektorn inte kunnat döma i, så att det högre konsistoriet fick de allvarligare brotten och det lägre de mindre allvarliga.
Jurisdiktionen var så omfattande att lagarna inte behövde sammanfalla med de lagar som andra människor i landet tvingades följa. Universitetet hade en egen vaktkår för polisiär kontroll. Domsrätten gällde, förutom kriminallagar, särskilt universitetsfolkets seder och leverne, och syftade till att förhindra att, och straffa om, universitetsfolk duellerade, bar värja dagtid, bedrev lönskaläge eller hor, tjuvade, spelade tärning, vistades på krogen efter nio, förde oljud i staden eller kastade raketer. Exempel på mål som domstolen tog upp var brytande av äktenskapslöfte, där föräktenskapligt sexuellt umgänge ibland lett till att utomäktenskapliga barn fötts. I sådana fall kunde konsistorium försöka förmå fadern att ingå äktenskap med kvinnan. Bara under 1600-talet och bara i Uppsala togs 114 sådana mål upp. I sådana fall kunde domkapitlet fram till 1690 vara målens överrätt, när konsistoriet inte kunde nå en lösning, men Uppsala hade under 1600-talet större jurisdiktion än t.ex. Åbo i sådana fall under hela historien, där universitetets syn på äktenskap skilde sig från kyrkans.
Universitetens jurisdiktion, som var den mest omfattande av specialdomstolarna, började ifrågasättas redan tidigt under 1800-talet, främst av Johan Gabriel Richert som hamnade i en historiskt berömd strid med Erik Gustaf Geijer som försvarade universitetets oavhängighet. Kritiker till domstolen ansåg att det var en otidsenlig kvarleva från medeltiden och att dess domsrätt kolliderade med de allmänna domstolarna. 
Jurisdiktionens omfattning minskade stegvis, och efter 1852 dömde universitetet enbart i disciplinmål och i frågor om bristande tjänsteutövning, varmed jurisdiktionen kan sägas vara upphävd. Från att tidigare ha haft korporationens medlemmar som omfång, kom den kvarvarande rätten efter 1852 att gälla det geografiska territorium som universitetet förfogade över. Med den minskade domsmakten följde att universitetets fängelse lades ner; de enda straffen som utdelades var avstängning. Systemet bibehölls vid antagandet av 1876 års statuter. Successivt under början av 1900-talet förlorade universiteten även domsmakt i disciplinmål, och först 1908 togs domsmakten för studenter som vistades inom en mils närhet till universiteten, bort.